# Ugljen-monoksid dehidrogenaza (akceptor)
Ugljen-monoksid dehidrogenaza (akceptor) (EC 1.2.99.2, anaerobna ugljen monoksidna dehidrogenaza, ugljen monoksidna oksigenaza, ugljen-monoksidna dehidrogenaza, ugljen-monoksid:(akceptor) oksidoreduktaza) je enzim sa sistematskim imenom karbon-monoksid:akceptor oksidoreduktaza. Ovaj enzim katalizuje sledeću hemijsku reakciju:
 +2O + A {\displaystyle \rightleftharpoons } 2 + A2
Ovaj enzim sadrži [] klaster i [] klastere. On koristi mnoge elektronske akceptore, uključujući feredoksin, metil viologen, benzil viologen i flavine, a ne koristi piridinske nukleotide. Ovaj enzim formira deo membranskog multienzimskog kompleksa sa EC 1.12.99.6, hidrogenaza (akceptor), koji katalizuje sledeću reakciju: 
.

## Literatura
- Nicholas C. Price; Lewis Stevens (1999). Fundamentals of Enzymology: The Cell and Molecular Biology of Catalytic Proteins (Third изд.). USA: Oxford University Press. ISBN 019850229X.
- Eric J. Toone (2006). Advances in Enzymology and Related Areas of Molecular Biology, Protein Evolution (Volume 75 изд.). Wiley-Interscience. ISBN 0471205036.
- Branden C; Tooze J. Introduction to Protein Structure. New York, NY: Garland Publishing. ISBN 0-8153-2305-0.
- Irwin H. Segel. Enzyme Kinetics: Behavior and Analysis of Rapid Equilibrium and Steady-State Enzyme Systems (Book 44 изд.). Wiley Classics Library. ISBN 0471303097.

## Spoljašnje veze
- Carbon-monoxide+dehydrogenase+(acceptor) на 